# Hei kek ji wong
Hei kek ji wong – hongkoński komediodramat filmowy z 1999 roku w reżyserii Stephena Chow i Lee Lik-chi.
W 2000 roku podczas 19. edycji Hong Kong Film Award Cecilia Cheung została nominowana do nagrody Hong Kong Film Award w kategorii Best New Performer.

## Fabuła
Wan Tin-sau (Stephen Chow) jest urodzonym artystą. Nikt nie zaprasza go na występy ponieważ lubi się kłócić. Piu-Piu (Cecilia Cheung) pracuje w nocnym klubie. Wraz z Wanem przychodzi do teatru by nauczyć się w jaki sposób może zadowolić swoich klientów ale jego lekcje uważa za bezsensowne, mimo to zakochuje się w nim. Cuckoo To (Karen Mok) odkrywa aktorskie zdolności Wana, che by ten zagrał w jej nowym filmie.

## Obsada
Źródło: Filmweb

- Stephen Chow – Wan Tin-sau
- Karen Mok – Cuckoo To
- Cecilia Cheung – Piu-Piu
- Ng Man-tat
- Joe Cheng
- Man-Fai Cheng
- Chi-Sing Lam
- Lee Siu-kei
- Robert Sparks – producent z Hollywood
- Kai Man Tin
- Jackie Chan – słynny gwiazdor filmowy
- Clarence Hui – gangster klubu nocnego